# Tribes of Neurot
Tribes of Neurot es un grupo de música experimental formado por miembros de la banda Neurosis en 1995. Su música incorpora sonidos tribales dentro de atmósferas ambientales.

## Historia
Tribes of Neurot es un proyecto paralelo de la banda Neurosis, en el que participan todos sus integrantes al lado de algunos músicos adicionales. La música explora mucho de la temática utilizada por Neurosis desde un enfoque diferente. Mientras que Neurosis tiene canciones bien estructuradas, Tribes of Neurot tiene una mayor libertad de explicar prácticamente cualquier cosa e incorporarla a su sonido, como en su trabajo de 2002,  Adaptation and Survival, el cual consiste enteramente de sonidos de insectos grabados y mezclados para crear un sonido único. Muchos de sus lanzamientos coinciden con los de Neurosis, tales como Silver Blood Transmission y Through Silver in Blood de los segundos. El álbum Grace ejemplifica dicho caso: fue lanzado al mismo tiempo que el álbum Times of Grace de Neurosis, ambos discos fueron elaborados con la intención de ser tocados simultáneamente para una experiencia significativa, algo que ninguno de los discos anteriores ofrecía por sí solo.

## Discografía

### Álbumes
- Silver Blood Transmission (1995 Release Entertainment)
- Static Migration (colaboración con Walking Time Bombs) (1998 Release Entertainment)
- Grace (1999 Neurot Recordings)
- Adaptation and Survival (2002 Neurot Recordings)
- Cairn 4xCD (2002 Neurot Recordings)
- A Resonant Sun CD (2002 Relapse Records)
- Meridian (2005 Neurot Recordings)

### EPs
- Rebegin 2x7" (1995 Alleysweeper Records)
- Locust Star (1996 Relapse Records)
- Rebegin CDEP (1997 Invisible Records)
- God of the Center 10" EP (1997 Conspiracy Records)
- Untitled 12" EP (1997 Abuse Records)
- Spring Equinox 1999 CDEP (1999 Neurot Recordings)
- Summer Solstice 1999 CDEP (1999 Neurot Recordings)
- Autumn Equinox 1999 CDEP (1999 Neurot Recordings)
- Winter Solstice 1999 CDEP (1999 Neurot Recordings)
- Spring Equinox 2000 CDEP (2000 Neurot Recordings)
- Summer Solstice 2000 CDEP (2000 Neurot Recordings)
- Autumn Equinox 2000 CDEP (2000 Neurot Recordings)
- Winter Solstice 2000 CDEP (2000 Neurot Recordings)
- Spring Equinox 2001 CDEP (2001 Neurot Recordings)
- Summer Solstice 2001 CDEP (2001 Neurot Recordings)
- Autumn Equinox 2001 CDEP (2001 Neurot Recordings)
- Winter Solstice 2001 CDEP (2001 Neurot Recordings)
- split 7" con Earth (2007 Neurot Recordings)

### Recopilaciones/álbumes en vivo
- 60° (60 Degrees) (2000 Neurot Recordings)
- Live at the Pale (2001 Neurot Recordings)